# Тюо-Ринкан
Станция Тюо-Ринкан (яп. 中央林間駅 тюо ринкан эки) — железнодорожная станция на линиях Дэнъэнтоси и Эносима, расположенная в городе Ямато, префектуры Канагава. Станция расположена в 35,3 километра от конечной станции линий Одакю - Синдзюку, и является конечной для линии Дэнъэнтоси. Станция была открыта 1-го апреля 1929 года под названием Тюо-Ринкайтоси (яп. 中央林間都市). 15-октября 1941 года получила своё нынешнее название. Линия Дэнъэнтоси начала ходить до данной станции 9-го апреля 1984 года. На станции установлены автоматические платформенные ворота.

## Линии
- Odakyu Electric Railway
  - Линия Эносима
- Tokyu Corporation
  - Линия Дэнъэнтоси

## Планировка станции
Платформы станции Одакю расположены над землёй. Всего 2 пути и 2 платформы бокового типа. С западной стороны станции Одакю находится переход на линию Дэнъэнтоси. Платформы станции Токю расположены под землей. Всего одна платформа островного типа и 2 пути.  

### Линия Эносима
| 1 | ■ Линия Эносима | Фудзисава ・ Катасэ-Эносима      |
| 2 | ■ Линия Эносима | Сагами-Оно ・ Матида ・ Синдзюку |

### Линия Дэнъэнтоси
| 1・2 | ■ Линия Дэнъэнтоси | Нагацута ・ Футако-Тамагава ・ Сибуя ・ (Линия Хандзомон) Осиагэ ・ (Линия Исэсаки) Куки ・ (Линия Никко) Минами-Курихаси ・ (Линия Оимати) Оимати |

## Близлежащие станции
| «                                |               | Линия                          |               | »                |
| Линия Эносима                    | Линия Эносима | Линия Эносима                  | Линия Эносима | Линия Эносима    |
| -------------------------------- | ------------- | ------------------------------ | ------------- | ---------------- |
| Хигаси-Ринкан                    |               | Local                          |               | Минами-Ринкан    |
| Сагами-Оно                       |               | Express                        |               | Минами-Ринкан    |
| Сагами-Оно                       |               | Rapid Express                  |               | Ямато            |
| Ltd. Express: не останавливается |               |                                |               |                  |
| Линия Дэнъэнтоси                 |               |                                |               |                  |
| Цукимино                         |               | Local                          |               | Конечная станция |
| Нагацута                         |               | Express (будние дни)           |               | Конечная станция |
| Минами-Матида                    |               | Express (выходные и праздники) |               | Конечная станция |